# Смілянська міська центральна бібліотека імені Олени Журливої
Смілянська центральна міська бібліотека імені Олени Журливої — інформаційно-культурний центр навчання, комунікацій, дозвілля та відпочинку. Бібліотека публічна і доступна широкому колу читачів.

### Історія
Сучасна назва — смілянська міська централізована бібліотечна система — діє з 1976 року. Саме цьогоріч відбулося об'єднання бібліотек міністерства культури в єдину систему. Головною бібліотекою міста, з того часу стає центральна міська бібліотека для дорослих. Засновано її було в 1895 році. Про це свідчить архівний документ Російського державного історичного архіву (м. Санкт-Петербург). Бібліотека була створена при Смілянському однокласному народному училищі, приміщення якого належало «Обществу крестьян местечка Смелы». Впродовж свого існування неодноразово видозмінювала свої функції, напрями діяльності та назви:
- Публічна бібліотека м. Сміли;
- Міська бібліотека № 1 для дорослих;
- Центральна міська бібліотека для дорослих.

У 1944 році починається період відновлення бібліотеки у післявоєнний час. Ведеться активна робота з організації основного універсального фонду.
З 1937 року в місті відкривалися бібліотеки-філії в різних його мікрорайонах, які продовжують працювати для задоволення духовних потреб краян, зокрема:
- 1937 рік — створена центральна міська бібліотека для дітей, бібліотека-філія № 1
- 1953 рік — почала роботу бібліотека-філія № 3
- 1958 рік — розпочала роботу бібліотека-філія № 4
- 1966 рік — заснована бібліотека-філія № 5
- 1967 рік — заснована бібліотека-філія № 2
- 1968 рік — організована спеціалізована бібліотека-філія для дітей (у 2013 році їй присвоєно ім'я Т. Г. Шевченка);
- 1975 рік — відкрилася бібліотека-філія № 7.

### Структура бібліотеки
Сектор комплектування та обробки літератури
Основним завданням сектору є формування фондів міських бібліотек шляхом систематичного поповнення вітчизняними та зарубіжними друкованими документами та іншими матеріалами. Сектор також займається передплатою періодики, систематизує, обробляє нові надходження літератури, формує систему каталогів і картотек бібліотек.
Методично-бібліографічний відділ
Методично-бібліографічний відділ організовує методичну, консультативну та практичну роботу з питань розвитку бібліотечної справи та безперервної бібліотечної освіти, запроваджує інноваційний досвід в практику роботи бібліотек міста, видає методично-бібліографічні матеріали з актуальних теоретичних та практичних питань бібліотечної галузі.
Відділ абонементу
Завітавши до відділу абонемента читачі можуть переглянути актуальні книжково-ілюстративні виставки, літературний календар присвячений ювілейним датам письменників. Особливість відділу полягає в тому, що його фонди найбільш укомплектовані сучасною українською та іноземною літературою на будь-які смаки та вподобання. Література видається додому в тимчасове користування згідно встановлених бібліотекою правил.
Читальний зал
В атмосфері затишку та комфорту кожен відвідувач може не просто відпочити, а й отримати інформацію, що стосується професійної діяльності, навчання, дозвілля, різноманітних хобі. Також тут можна взяти участь у літературно-мистецьких заходах. Читальний зал є депозитарієм краєзнавчої літератури, Центром публічної інформації в місті і має найбагатший фонд періодичних видань.
Сектор обслуговування юнацтва
Головним пріоритетом роботи сектору юнацтва є робота з юнацькою категорією читачів (від 14 до 21 років). Враховуючи їх вікові особливості, вподобання, освітні потреби — сектор пропонує:
- вечори правової культури
- засідання екологічних студій
- тижні книги
- інформаційно-розважальні заходи
- уроки етики та етикету
- читацькі конференції
- літературні вечори

При секторі юнацтва діє клуб за інтересами естетичного виховання «9 муз».

### Бібліотеки-філії
З метою прищеплення любові до книги якомога більшої кількості населення міста в усіх мікрорайонах працюють масові публічні бібліотеки-філії:
- Центральна дитяча бібліотека, вул. Соборна, 97, (центр міста).
- Бібліотека-філія № 1, вул. Кармелюка, 80, (мікрорайон Богдана).
- Бібліотека-філія № 2, вул. Заводська, 6, (мікрорайон цукрового заводу).
- Бібліотека-філія № 3, вул. Івана Мазепи, 64, (мікрорайон М.Яблунівка).
- Бібліотека-філія № 4, вул. Громова, 160-а, (мікрорайон Гречківка).
- Бібліотека-філія № 5, вул. Філатова, 8-а, (мікрорайон РПЗ).
- Бібліотека-філія для дітей ім. Т. Г. Шевченка, вул. Лобачевского, 2-а, (мікрорайон ст. ім. Т. Г. Шевченка).

### Фонди
- Фонди Смілянської міської централізованої бібліотечної системи налічують 201728 примірників, із них:
  - книг — 195289 примірників,
  - періодичних видань — 6410 примірників,
  - електронних носіїв — 29 примірників.
- Фонд центральної дитячої бібліотеки містить 27474 примірників,
- Фонд спеціалізованої бібліотеки-філії для дітей ім. Т. Г. Шевченка — 19129 примірників.

У кінці 2013 року бібліотеки м. Сміла, які виграли грант за Програмою «Бібліоміст» комп'ютерну техніку (15 одиниць).
У своїй діяльності Смілянська ЦБС поєднує інформаційну та освітню функції за усіма доступними, представленими для користування методами.
Діяльність:
- індивідуальна орієнтація в роботі з різними категоріями читачів;
- етика, контактність та професіоналізм спеціалістів бібліотечної справи;
- постійний доступ користувачів до бібліотечних послуг всіх напрямків;
- відкрите членство в клубах та об'єднаннях за інтересами, участь у масових заходах всіх бажаючих;
- актуальність відзначення важливих дат (міських, обласних, державних тощо);
- висвітлення інформації про свою діяльність в ЗМІ;
- готовність до змін, розвитку, експериментів, впровадження інноваційних форм роботи;
- збереження і поповнення бібліотечного фонду;
- надання якісних інформаційних послуг користувачам бібліотеки.

У бібліотеках, які обслуговують дітей, ведеться облік юних користувачів з обмеженими фізичними можливостями та дітей-сиріт, проводиться детальне вивчення їх потреб.

### Партнерство
Смілянська міська централізована бібліотечна система постійно співпрацює та підтримує партнерські зв'язки з Центром соціальних служб для сім'ї, дітей та молоді, управлінням у справах сім'ї, молоді і спорту виконавчого комітету Смілянської міської ради. Продовжує спільну роботу з літературним об'єднанням «Натхнення», міським будинком культури, будинком культури ім. Т.Шевченка, Смілянським краєзнавчим музеєм, Дитячою школою мистецтв, реабілітаційним центром «Барвінок», товариством УТОС.
На взаємовигідних умовах бібліотека співпрацює зі спонсорами, меценатами, фундаторами, благодійними фондами і громадськими та іншими організаціями.

### Правила користування (витяг)
1. Право на бібліотечне обслуговування у бібліотеці мають громадяни України незалежно від статі, національності, соціального стану, політичних та релігійних переконань, місця проживання, а також юридичні особи — підприємства, установи, організації.
2. Для запису до бібліотеки громадяни мають пред'явити паспорт (з позначкою реєстрації за місцем проживання), надати відомості для заповнення реєстраційної картки та читацького формуляра, і особистим підписом підтвердити зобов'язання виконувати Правила, попередньо з ними ознайомившись.
3. Користувачі мають право одержати для опрацювання у бібліотеці одноразово не більше п'яти друкованих видань терміном до 30 діб. Термін користування ними може бути продовжений при відсутності на них попиту з боку інших читачів. Кількість бібліотечних документів, що видається у читальному залі, не обмежується. Рідкісні та цінні документи, довідкові видання, єдині примірники книг, періодичні видання за межі бібліотеки не видаються. Видача додому документів, що користуються підвищеним попитом може здійснюватися за допомогою «Нічного абонементу» згідно установленого порядку.
4. Бібліотека має право:

- розробляти Правила користування бібліотекою, вносити до них зміни і доповнення та визначати режим обслуговування користувачів;
- встановлювати обмеження у використанні документів, що мають особливу цінність або поганий фізичний стан;
- встановлювати пільги для окремих категорій користувачів;
- визначати види та розміри компенсації шкоди, заподіяної користувачами у тому числі за псування бібліотечного обладнання;
- надавити дозвіл на розміщення інформаційних та рекламних матеріалів у приміщеннях бібліотеки;
- позбавляти користувачів (фізичних та юридичних осіб), які порушують Правила користування бібліотекою чи заподіюють шкоду бібліотеці, права на бібліотечне обслуговування на термін, що визначається бібліотекою.

### Адреса
Черкаська область, м. Сміла, вул. Незалежності, 22

### Графік роботи
- з 10-00 до 18-00

- вихідний — неділя

Останній робочий день місяця — санітарний.